# Lirinia
Lirinia è il nome con cui è conosciuta la conurbazione sorta a partire dal dopoguerra attorno alle città di Isola del Liri e Sora. Oltre alle due principali città che la compongono, interessa anche i comuni di Broccostella e Castelliri. Marginalmente si sviluppa nei comuni di Arpino (Carnello), Campoli Appennino, Pescosolido senza però includerne i centri urbani.
Se ci si riferisce al tentativo fallito di creare un'unica realtà amministrativa, che avrebbe dovuto chiamarsi Lirinia, questa comprendeva il comune di Arpino e non già i comuni di Campoli Appennino e Pescosolido. 

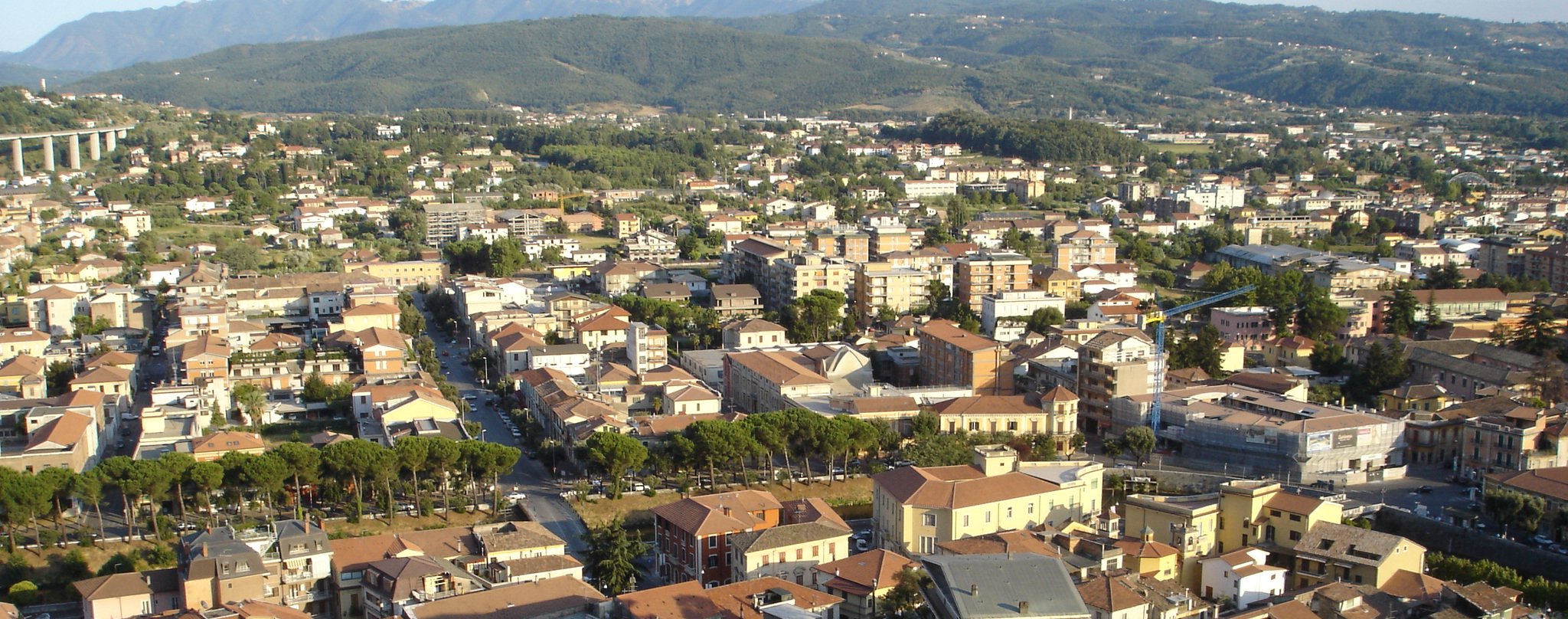
Il centro di Sora che si sviluppa verso Broccostella (in alto) e Carnello-Arpino (a destra)

[...]
Se 'mméce 'nte commiène, pò fa la pace tìa
Ma, dìcce a chìsse 'e ll'Isera ca i ciume cagna uìa!»
(Riccardo Gulia, Le Cascate dell'Isera, Sora 1938; in «Cancèglie. Versi dialettali sorani», Sora 1960. II edizione)

## Storia ed urbanistica

### Continuità storica
La maggior parte dei comuni che circondano la città di Sora per anni hanno seguito le sorti della città: accade spesso che un centro principale attiri attorno a sé i centri minori vicini, condizionandone gli eventi politici e le caratteristiche culturali. Nel 1167 Pescosolido e Brocco furono assegnati al territorio della città di Sora, a cui già apparteneva Isola. Le tracce di questi legami storici sono sopravvissute almeno fino agli inizi del XX secolo.
- Isola del Liri all'Unità d'Italia ancora era chiamata Isola di Sora, così come Castelliri che era Castelluccio di Sora.
- Lo stemma del comune di Broccostella, agli inizi del XIX secolo era una variante di quello di Sora. Anticamente infatti consisteva in una castello con tre torri al cui centro vi era un ovale con uno scudetto a tre fasce convesse in bianco e nero, come lo storico stemma del comune di Sora.[1]

### La prima proposta (1927)
Allorché fu istituita la provincia di Frosinone, il comune di Sora per poter conservare l'egemonia politica e geografica che aveva avuto fino ad allora nella valle del Liri, soppresso il circondario, avanzò la proposta di creare un'unica realtà amministrativa con i comuni di Isola del Liri, Pescosolido, Campoli Appennino, Broccostella e Fontechiari, come avveniva contemporaneamente in molti altri comuni italiani che fecero propri i piani di ruralizzazione del fascismo, oggi tutti capoluogo di provincia (Verbania da Intra e Pallanza, Viterbo, L'Aquila, Rieti, Imperia da Oneglia e Porto Maurizio, Aterno da Castellammare e Pescara). Fu emesso anche un Decreto di Legge del 22 marzo 1927, poi disapprovato: l'ispettore ministeriale incaricato di valutare la proposta bocciò il progetto, adducendo come motivazione la scarsa armonia tra Sora e Isola e delle presunte «differenze etniche». Nello stesso periodo fu fondata la località Madonna della Stella, oggi sede comunale di Broccostella, e una targa commemora ancora l'evento.
(Targa commemorativa della fondazione di Madonna della Stella o Broccostella Inferiore)
In risposta agli eventi che seguirono l'istituzione della provincia di Frosinone il poeta Riccardo Gulia dedicò dei versi alla città di Isola del Liri, con i quali prendeva parte nel dibattito istituzionale promuovendo la fusione delle due città e declamando i vantaggi che ne sarebbero seguiti per tutto il territorio.
(Riccardo Gulia, Le Cascate dell'Isera, 13, (1938) op. cit.)

### Dopoguerra
Il nome dell'agglomerato urbano si è imposto allorché nel 1986, per iniziativa del suo ideatore e da sempre animatore Bruno Magliocchetti fu lanciata la prima proposta di fusione in un'unica amministrazione municipale dei comuni che ne sono compresi: Lirinia, in riferimento al fiume Liri che percorre interamente il territorio interessato. Nel 1990 fu avanzata una seconda proposta dal senatore Bruno Magliocchetti. Oggi gli abitanti sarebbero oltre 44.000 e costituirebbe il secondo centro urbano della provincia di Frosinone dopo il capoluogo. 
La parola Lirinia era stata coniata da Antonio Calabrese, nato a Sora il 10 agosto del 1932 e da lui data ad una squadra di calcio nella quale egli stesso giocava, (poco più che sedicenne), come risulta da un giornalino locale, Sora sport, che il predetto aveva ideato agli inizi del 1949. Compare per la prima volta nel numero del 4 aprile del 1949. Nei numeri successivi il nome Lirinia compare sempre sia nei resoconti delle partite che nelle classifiche. Il giornalino ebbe ampia diffusione in tutto il territorio e nei comuni vicini a Sora, quelli successivamente interessati nella fusione amministrativa di cui fu ideatore e promotore il Senatore Bruno Magliocchetti.

### Il referendum
Il 21 aprile 1991, per la sua istituzione fu indetto dalla Regione Lazio un apposito Referendum popolare con il seguente quesito:
che ottenne il seguente risultato:
| Totale voti | Voti validi | totale «sì» | totale «no» |
| ----------- | ----------- | ----------- | ----------- |
| 30.750      | 29.537      | 19.526      | 10.011      |

La regione Lazio, pertanto, con Decreto del Presidente della Giunta regionale 12 giugno 1991, n. 1062 accolse il quesito, «avendo ottenuto il parere favorevole della maggioranza dei voti validamente espressi». Il Consiglio regionale del Lazio però, nella seduta dell'11 dicembre 1991, respinse la proposta di legge collegata al referendum, volta all'istituzione del comune di Lirinia, perché considerò puramente consultivo il risultato referendario, determinando una vivace protesta da parte delle popolazioni locali interessate.

## Situazione attuale
Attualmente le proposte di costituzione della nuova realtà municipale si affiancano a quelle dell'istituzione della provincia del Lazio meridionale, dove, su esplicita richiesta dei politici locali, le città dell'agglomerato dovranno costituirne parte integrante come capoluogo insieme a Cassino e Formia-Gaeta

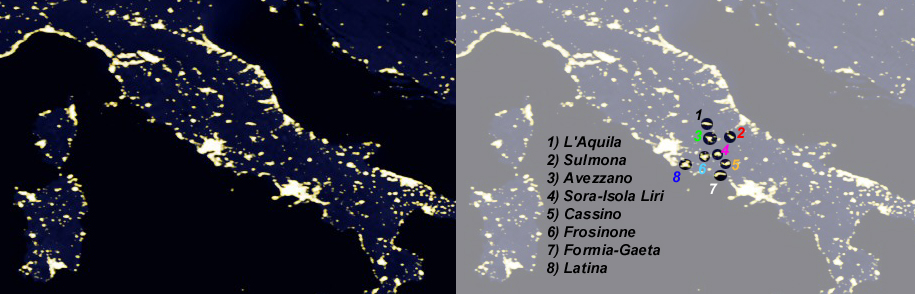
Visione satellitare notturna della situazione urbana tra Lazio e Abruzzo, a est di Roma, e localizzazione di Lirinia (n.4 «Sora-Isola Liri»).

## Galleria d'immagini

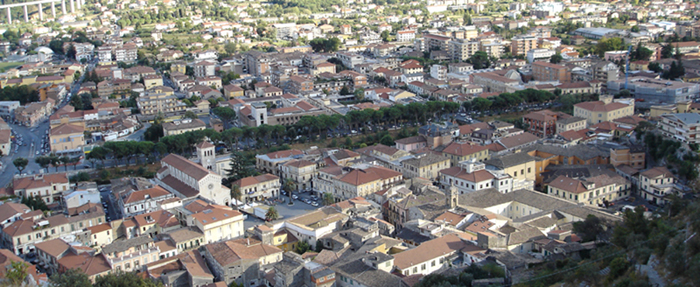
Sora, centro cittadino.
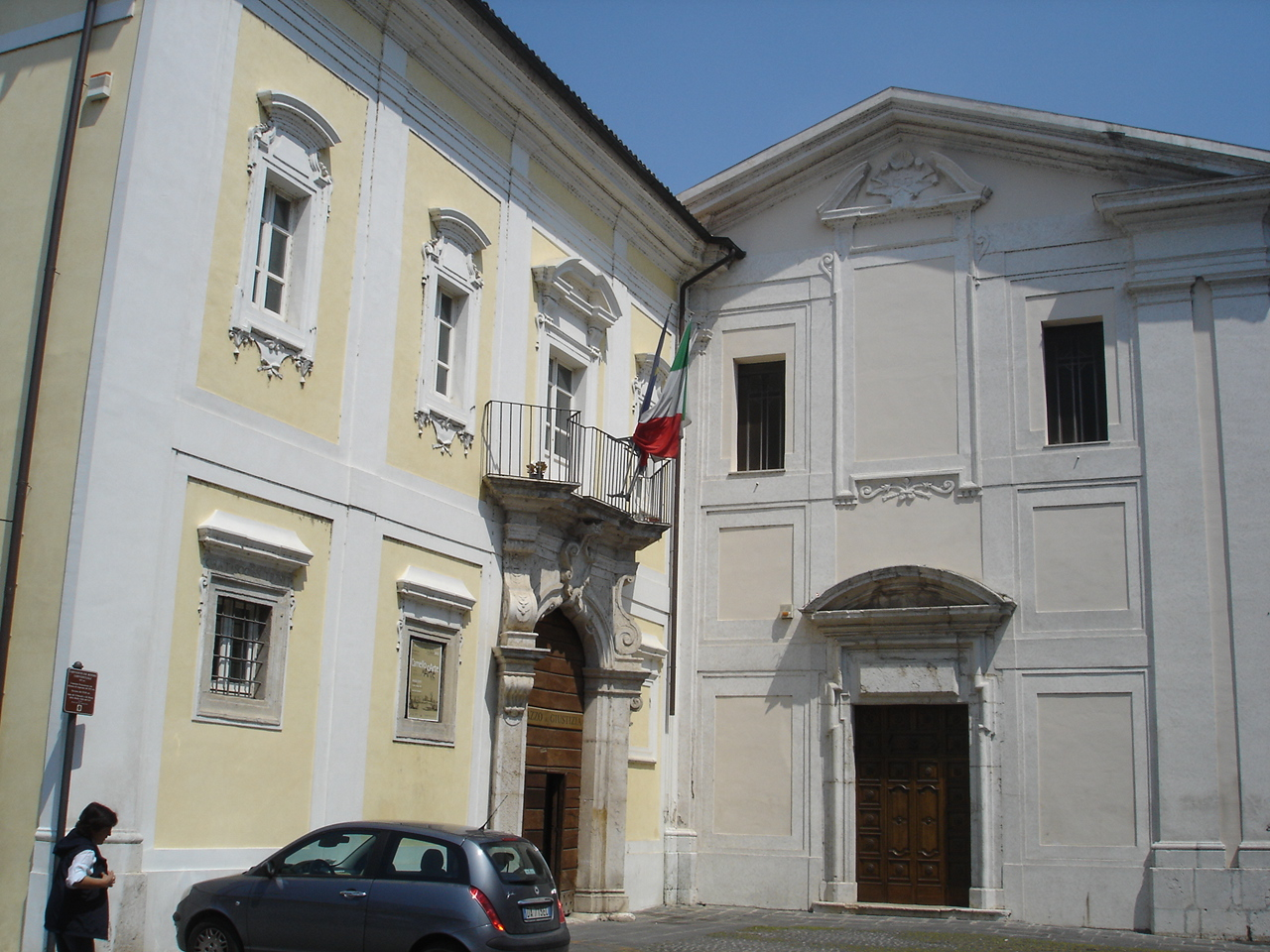
Sora, Palazzo di Giustizia e Museo della media valle del Liri (già sede della sottoprefettura del circondario).
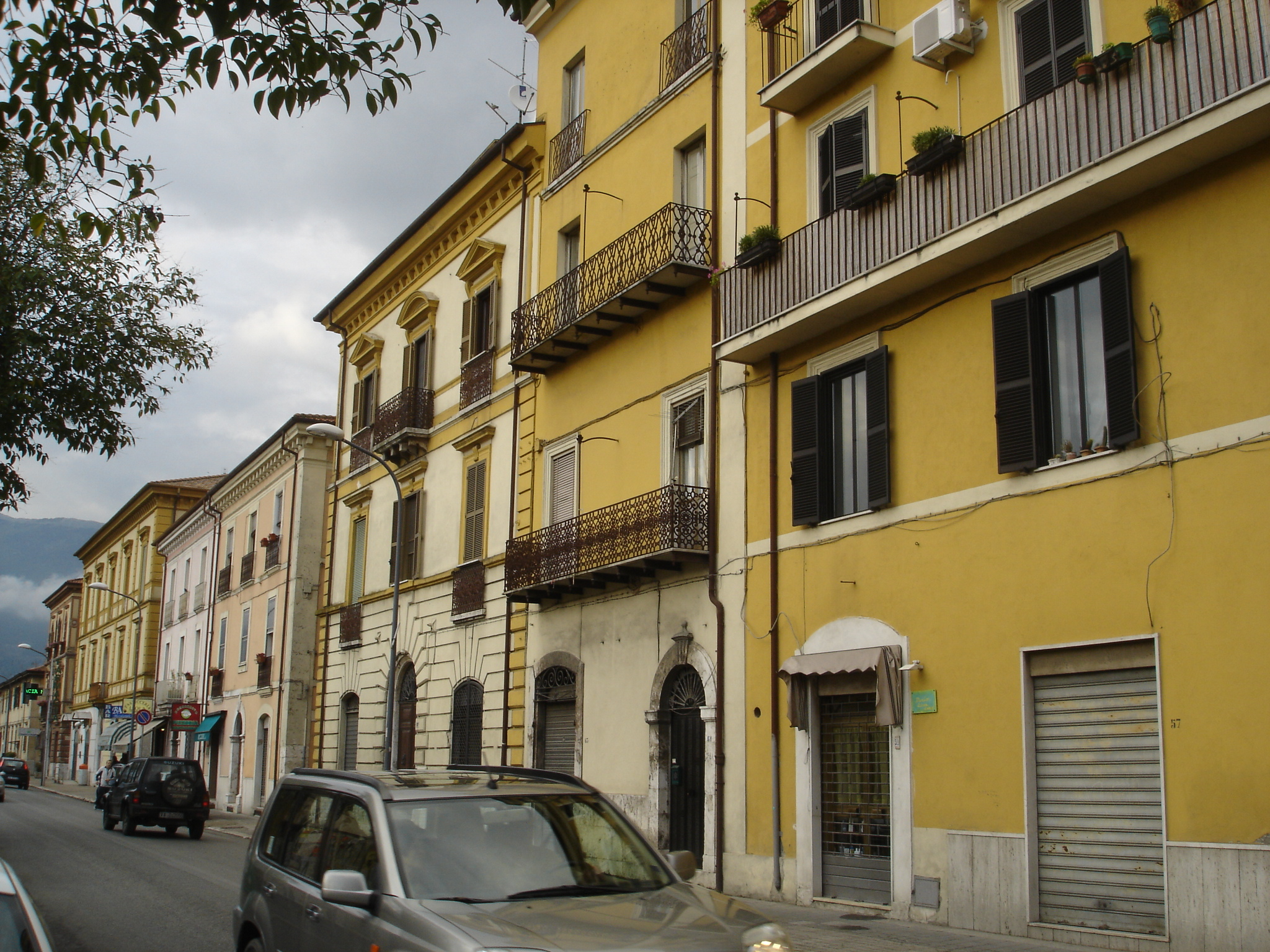
Isola del Liri superiore, località Borgonuovo
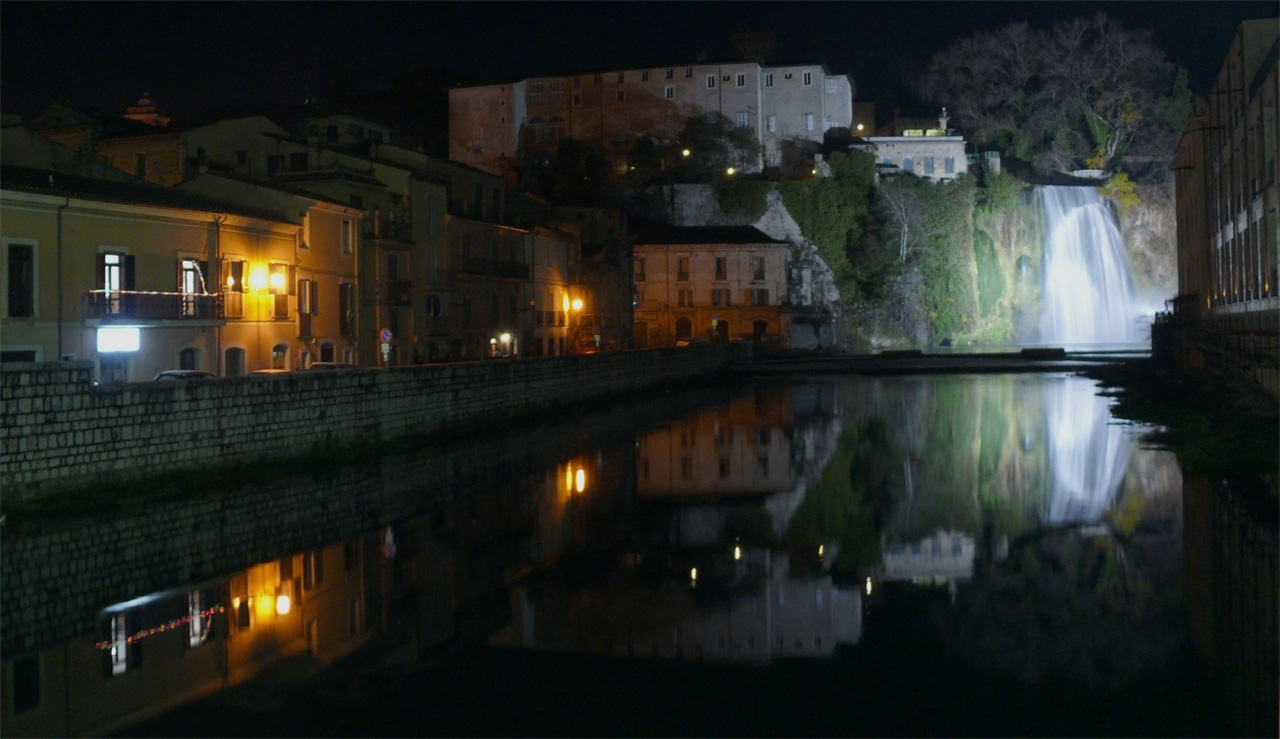
Isola del Liri, Cascata Grande.